# Toshiyuki Kuroiwa
Toshiyuki Kuroiwa (jap. 黒岩敏幸 Kuroiwa Toshiyuki; ur. 27 lutego 1969 w Tsumagoi) – japoński łyżwiarz szybki, srebrny medalista olimpijski i dwukrotny medalista mistrzostw świata.

## Kariera
Największy sukces w karierze Toshiyuki Kuroiwa osiągnął w 1992 roku, kiedy podczas igrzysk olimpijskich w Albertville wywalczył srebrny medal w biegu na 500 m. W zawodach tych wyprzedził go jedynie Niemiec Uwe-Jens Mey, a trzecie miejsce zajął kolejny Japończyk, Jun’ichi Inoue. Na tych samych igrzyskach był też dziewiąty w biegu na 1000 m. Startował również na igrzyskach w Lillehammer w 1994 roku oraz rozgrywanych cztery lata później igrzyskach w Nagano, ale plasował się poza czołową dziesiątką. W 1991 roku zdobył brązowy medal podczas mistrzostw świata w wieloboju sprinterskim w Inzell, ulegając jedynie Iharowi Żalazouskiemu z ZSRR i Meyowi. Wynik ten powtórzył rok później, podczas mistrzostw świata w Oslo, gdzie wyprzedzili go Żalazouski i Dan Jansen z USA. Wielokrotnie stawał na podium zawodów Pucharu Świata, odnosząc łącznie pięć zwycięstw. W sezonie 1990/1991 był trzeci w klasyfikacji końcowej PŚ na 500 m i drugi na 1000 m. W sezonie 1991/1992 w obu klasyfikacjach zajmował drugie miejsce.
Po zakończeniu kariery został trenerem.